# Giba
Giba (sardisk: Gìba) er en by og en kommune (comune) i provinsen Sud Sardegna i regionen Sardinien i Italien. Byen ligger i 59 meters højde og har 2.057 indbyggere (2016). Kommunen har et areal på 30,44 km² og grænser til kommunerne Piscinas, San Giovanni Suergiu og Tratalias.